# RAF-977
 (juin 2021).
Si vous disposez d'ouvrages ou d'articles de référence ou si vous connaissez des sites web de qualité traitant du thème abordé ici, merci de compléter l'article en donnant les références utiles à sa vérifiabilité et en les liant à la section « Notes et références ».
Le RAF-977 (russe : РАФ-977), souvent mais pas dans toutes les variantes portant le surnom de « Latvija » (russe : Латвия), est un minibus de l'usine soviétique de bus de Riga (RAF). Le véhicule a été produit en série de 1958 à 1976, précédé de deux modèles similaires, moins performants. Le bus est techniquement basé sur la voiture de tourisme GAZ-M21 Volga et utilise la transmission et le châssis de celle-ci. Lorsque la production du GAZ-M21 fut arrêtée en 1970, le développement d'un successeur commença. Jusqu'en 1976, les véhicules étaient encore assemblés à partir de pièces détachées, après quoi la production est passée au RAF-2203. Le RAF-977 était, avec les véhicules à traction intégrale UAZ-450 et UAZ-452, le seul minibus construit en nombre important en Union soviétique dans les années 1960 et n'était pas vendu à des particuliers.
De 1967 à 1996, l'arménien Erevan Avtomobilny Zavod a produit le JerAZ-762 d'après des documents originaux de Riga, qui a utilisé le GAZ-24 Volga comme base à partir de 1979. Il s'agit de la version camionnette du RAF-977 qui n'a jamais été construite. par la RAF en raison d'un manque de capacité de production.

## Histoire
La dernière usine de bus de Riga a commencé ses activités en 1949 et a commencé à produire des carrosseries en bois pour minibus au plus tard en 1953. Sur la base de cette expérience, le RAF-251 doté de 22 sièges a été construit à partir de 1955. Dans les années suivantes, le développement des minibus a commencé. En 1957, la production en série du RAF-10 "Festival" a commencé, qui a reçu la technologie et le châssis du GAZ-M20 Pobeda. Depuis que sa production a été arrêtée en 1958, un nouveau minibus a également dû être conçu à la RAF. Ainsi, sur la base du GAZ-M21 Volga, le successeur a été créé, désormais appelé RAF-977 selon le système de désignation soviétique standardisé pour les véhicules automobiles, dont la production en série a commencé en petit nombre en 1958. Auparavant, il y avait aussi des prototypes. d'un huit places doté de la technologie du Moskvich-407, mais la voiture, désignée RAF-08, n'a pas été construite en série. Le Moskvitch A9 similaire n’a jamais dépassé les prototypes,.
Au cours des premières années, le nombre de logements construits est resté très faible. Dans la phase initiale, l’usine de bus de Riga n’était pas équipée de chaînes de montage, ce qui limitait très fortement les capacités de production. En 1959, la production du RAF-10 fut interrompue. En 1960, la première révision mineure a eu lieu, à partir de ce moment-là, les bus ont été désignés RAF-977W. Cependant, les changements majeurs ne sont intervenus qu'avec la version RAF-977D, produite à partir de l'automne 1961. Avec son introduction, les installations de production ont également été modernisées, de sorte que les quantités produites ont augmenté. Pour cette raison, la littérature soviétique des années 1970 ignore en partie l'histoire de la production avant 1961. Le RAF-977D a reçu une nouvelle partie avant et un pare-brise incurvé d'une seule pièce. Au milieu des années 1960, les fenêtres panoramiques du toit ont été complètement supprimées. Ces véhicules ont été construits jusqu'en 1968.
À la fin des années 1960, le véhicule est à nouveau modernisé. Un M pour modernisé a été ajouté aux désignations de type, de sorte que la version de base est devenue le RAF-977DM. Des prototypes ont été produits à partir de 1967 et la production en série a été convertie en 1968/69. La particularité visuelle la plus importante est que le nombre de vitres latérales derrière le montant B est passé de cinq à trois, tout en étant nettement plus larges. En 1970, la société Gorkovsky Avtomobilny Zavod, qui fournissait le châssis et les composants de propulsion, a arrêté la production du GAZ-M21 Volga et a commencé la production de son successeur, le GAZ-24 Volga. En conséquence, un nouveau véhicule a également dû être développé à Riga. Cependant, il a fallu attendre 1976 avant que la production puisse passer au successeur du RAF-2203.
Dès le début des années 1960, on envisageait de produire une camionnette de livraison basée sur le RAF-977. Cette procédure était courante en Union soviétique et était également pratiquée sur des bus plus grands tels que le KAwZ-651 ou le PAZ-652. En 1962, un prototype fut construit sous le nom de RAF-977K, mais le projet échoua faute de capacité de fabrication. La production a été confiée à Yerevansky Avtomobilny Zavod (JerAZ en abrégé), qui a été fondée en 1964 et utilisait initialement également le GAZ-M21 Volga et, à partir de 1979, le GAZ-24 Volga, plus moderne, comme base. Les fourgons ont été construits à Erevan sous le nom de JerAZ-762 de 1966 à 1995/96, presque inchangés, techniquement révisés encore et encore au fil du temps. Toutes les versions construites comme fourgons ou pour le transport mixte de marchandises et de passagers étaient fabriquées par JerAZ, la RAF produisait uniquement des véhicules de tourisme. Le JerAZ-762 était de qualité bien inférieure à celle du RAF-977, mais il est beaucoup plus courant aujourd'hui en raison de sa période de construction longue et tardive. Le RAF-977, en revanche, est devenu rare.
Dans les années 1960, le RAF-977 était le seul minibus construit en grande série pour le transport urbain en Union soviétique. En plus de cela, les véhicules à traction intégrale UAZ-450 et UAZ-452 ont également été construits, chacun étant également disponible en minibus. À partir de 1962, le luxueux ZIL-118 est également produit en petites séries, mais il est uniquement destiné à une clientèle particulière. Le RAF-977 n'a pas non plus été offert à des particuliers en Union soviétique. Cependant, il a été exporté vers divers pays, dont la Bulgarie, la Hongrie, Cuba, l'Iran, le Nigeria et la Finlande. L'organisation soviétique du commerce extérieur Avtoexport a également produit des brochures en allemand pour le modèle, mais il n'est pas clair si le RAF-977 est réellement arrivé en République démocratique allemande ou en République fédérale d'Allemagne.

## Variantes de modèles
Divers véhicules et variantes de modèles ont été construits sur la base du RAF-977. Sauf indication contraire, les véhicules portaient le surnom de « Latvija ».
- RAF-977 – Version de base avec 9+1 sièges et première variante de carrosserie, construite de 1958 à 1960.
- RAF-977W – Version de base révisée, construite en 1960 et 1961.
- RAF-977D – Modèle de base, construit de 1961 à 1968 avec une toute nouvelle façade.
- RAF-977DM – Variante de base construite de 1968 jusqu'à la fin de la production en 1976 avec des fenêtres moins nombreuses mais plus grandes et 10+1 sièges.
- RAF-977DMJu – Identique au RAF-977DM, mais spécialement équipé pour l'exportation vers les États à climat tropical.
- RAF-977E – Vendu sous le surnom de « Tourist », spécialement équipé pour les visites de la ville avec neuf sièges passagers. Le guide de la ville s'est vu attribuer un siège séparé avec microphone. Construit en petite série de 1962 à 1968, standard technique comme sur le RAF-977D.
- RAF-977EM – Identique au RAF-977E, mais sur la version modernisée du RAF-977DM. Construit de 1969 à 1976 en petite série.
- RAF-977EMJu – Identique au RAF-977EM, mais spécifiquement destiné à l'exportation vers les climats tropicaux.
- RAF-977I – Ambulance basée sur la RAF-977D, équipée entre autres d'une civière et d'une radio. Construit de décembre 1962 à 1969.
- RAF-977IM – Ambulance basée sur le RAF-977DM modernisé, construit de 1969 jusqu'à la fin de la production. Sinon comme le RAF-977I.
- RAF-977IMJu – Ambulance modernisée pour l'exportation vers les climats tropicaux.
- RAF-977K – Prototype de fourgon sans fenêtres derrière le montant B, construit en 1962. À partir de 1966/67, construit par JerAZ sous le nom de JerAZ-762.
- RAF-977S – Prototype d'ambulance militaire de 1960 toujours basé sur le premier RAF-977. Étant donné que l'UAZ-450A à transmission intégrale remplissait mieux cette tâche, la production en série n'a pas eu lieu.
- RAF-980 + RAF-979 – Tram basé sur le RAF-977W avec une remorque adaptée au transport de passagers de type RAF-979. Connu sous le surnom de « Riga », construit de 1960 à 1962.
- RAF-980D + RAF-979 – Tramway modernisé basé sur le RAF-977D, construit en 1962. Également appelé « Riga ».
- RAF-21A – prototype surnommé Afalina, basé sur le break GAZ-M22 Volga.